# De Lage Vuursche
De Lage Vuursche is een monumentale herberg in de Utrechtse plaats Lage Vuursche.

## Geschiedenis
Het pand werd in 1652 gebouwd naast de kei van Lage Vuursche en diende als boerderij, herberg, rechthuis en tolhuis. In 1865 pachtte  Willem van Oosterom het geheel van de familie Bosch van Drakestein die er een restaurant begon. Sinds 1967 is het gebouw erkend als rijksmonument. Bij het 150-jarig bestaan ontving het restaurant in 2015 het predicaat hofleverancier.

## Beschrijving
Het geheel witgepleisterde pand is voorzien van vensters met een roedeverdeling. Een lager middengedeelte wordt geflankeerd door twee hogere paviljoens. 